# Prudential Financial
Prudential Financial es una empresa estadounidense que ha tenido diferentes sedes en la ciudad de Newark, en el estado de Nueva Jersey. Está listada en el índice S&P 500 y fue fundada en 1875.
Prudential Financial está presidida por Arthur Ryan y cuenta a finales de 2009 con aproximadamente 38.000 empleados. La empresa ofrece diferentes productos de seguros. En 1981 adquirió su competidor estadounidense Bache & Co. El logotipo de la empresa es el peñón de Gibraltar.
La empresa no debe confundirse con la empresa británica Prudential plc.